# La Porte d'Abaddon
La Porte d'Abaddon (titre original : Abaddon's Gate) est un roman de science-fiction de l'écrivain américain James S. A. Corey, publié en 2013 puis traduit en français et publié en 2016. Il s'agit du troisième roman de la série The Expanse.

## Résumé
La protomolécule, qui a colonisé Venus à la suite des événements décrits dans le premier volume de la série, L'Éveil du Léviathan, a envoyé une structure dans l'espace au-delà de l'orbite d'Uranus. Cet artefact s'avère être une porte gigantesque, s'ouvrant vers un espace sans étoiles.
Les forces politiques en place, les Nations unies représentant la Terre, la république Martienne et l'Alliance des Planètes Extérieures, représentant la Ceinture d'Astéroïdes ont envoyé chacune à proximité du mystérieux artefact, une flottille de vaisseaux spatiaux, scientifiques et militaires. Chaque puissance affichant secrètement la volonté d'être la première à représenter l'humanité devant la civilisation extra-terrestre inconnue ayant conçu ce mystérieux artefact.

## Personnages

### Principaux personnages
- Maneo Jung-Espinosa, surnommé Néo est un jeune Ceinturien de Cérès, il fait un pari suicidaire de slingshotting, catapulte spatiale, qui le rendra célèbre s'il en revient vivant.
- James Holden, le commandant du Rossinante, héros des événements de la station Éros, et de la lutte contre les armes biologiques lâchées par la compagnie Mao-Kwikowski.
- Carlos de Bacca, surnommé Bull, est un lieutenant de Fred Johnson de l'APE, Alliance des Planètes Extérieures.
- Melba Koh, anciennement Clarissa Mao, est la fille de Pierre-Jules Mao, ancien dirigeant de la compagnie Mao-Kwikowski condamné à la prison à perpétuité pour les crimes commis par sa compagnie Protogen.
- Anna Volovodov, est une pasteur évangéliste reconnue. D'origine russe, elle vit avec sa compagne Nono, d'origine ougandaise, sur Europe depuis plusieurs années.

### Autres personnages
- Naomi Nagata, commandant en second du Rossinante, compagne de James Holden.
- Amos Burton, mécanicien du Rossinante.
- Alex Kamal, pilote du Rossinante.
- Fred Johnson, est le principal responsable de l'APE, il dirige la station Tycho.
- Monica Stuart, est une journaliste à succès, embarquée dans le vaisseau ambassade terrien à destination de l'artefact.

## Accueil critique et récompenses
La Porte d'Abaddon a remporté le prix Locus du meilleur roman de science-fiction 2014.

## Éditions
- Abaddon's Gate, Orbit, 4 juin 2013, 539 p.  (ISBN 978-0-316-12907-7)
- La Porte d'Abaddon, Actes Sud, coll. « Exofictions », 7 septembre 2016, trad. Thierry Arson, 592 p.  (ISBN 978-2-330-06422-8)
- La Porte d'Abaddon, Actes Sud, coll. « Babel » no 1527, 7 mars 2018, trad. Thierry Arson, 656 p.  (ISBN 978-2-330-09699-1)
- La Porte d'Abaddon, Le Livre de poche, coll. « Imaginaire » no 35497, 11 septembre 2019, trad. Thierry Arson, 816 p.  (ISBN 978-2-253-08367-2)